# 和歌山県道39号串本古座川線
和歌山県道39号串本古座川線（わかやまけんどう39ごう くしもとこざがわせん）は、和歌山県東牟婁郡串本町から古座川町に至る県道（主要地方道）である。

## 概要
和歌山県東牟婁郡串本町・和深交差点（国道42号交点）を起点に、古座川町大川（国道371号交点）に至る。

### 路線データ
- 実延長：9.919km
- 起点：東牟婁郡串本町和深（和深交差点＝国道42号）
- 終点：東牟婁郡古座川町大川（＝国道371号・和歌山県道38号すさみ古座線）

## 歴史
- 1993年（平成5年）5月11日 - 建設省から、県道松根和深停車場線の一部が串本古座川線として主要地方道に指定される[1]。

## 路線状況

### トンネル
- 新里川トンネル（串本町）- 155m

## 地理

### 通過する自治体
- 東牟婁郡
  - 串本町
  - 古座川町

### 交差する道路
- 国道42号（東牟婁郡串本町・和深交差点、起点）
- 和歌山県道224号佐本深谷三尾川線（古座川町三尾川）
- 国道371号（東牟婁郡古座川町大川、終点）